# 垂直圈 (仪器)

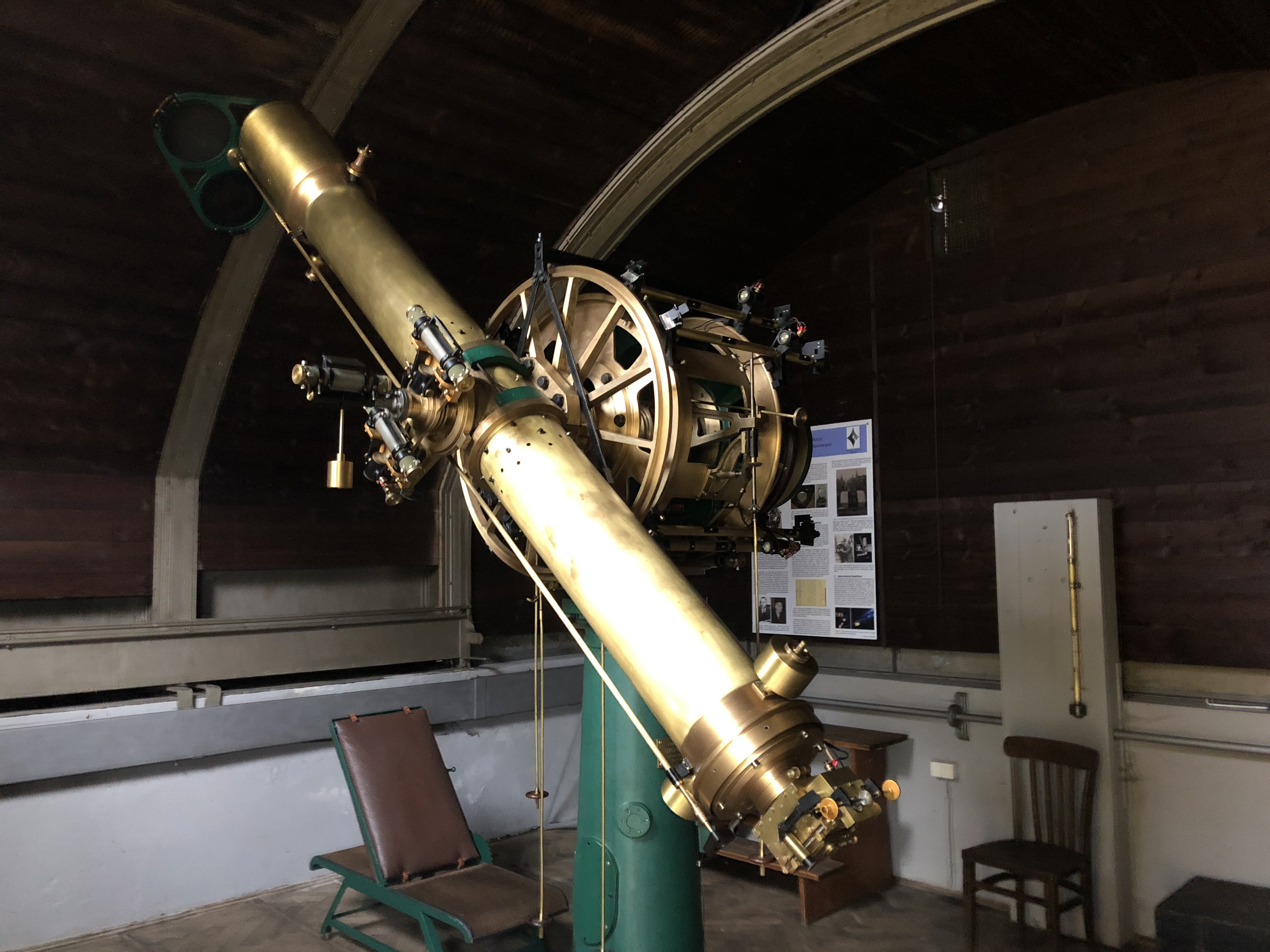
慕尼黑大学天文台的垂直圆仪器

垂直圈是天文学中用于测量角度的光学仪器，其名称源自球面几何学中垂直圈的数学概念。垂直圈可以用于定义天体的高度角，一个天体的高度角是从地平圈起，沿垂直圈到其所在位置的弧距。它由一个望远镜组成，望远镜安装在水平倾斜轴上，由一个稳定的方位角支架支撑，可以在高度和方位角上旋转。使用精细划分的大圆和读数显微镜测量围绕倾斜轴和立轴的角运动。